# チャールズ・ジェラード (第2代マクルズフィールド伯爵)
第2代マクルズフィールド伯爵チャールズ・ジェラード（英語: Charles Gerard, 2nd Earl of Macclesfield、1659年頃 – 1701年11月5日）は、イングランド王国の政治家、軍人、貴族。1679年から1694年までブランドン子爵の儀礼称号を使用した。

## 生涯
初代マクルズフィールド伯爵チャールズ・ジェラードとジェーン・ド・シヴェル（Jane de Civelle、ピエール・ド・シヴェルの娘）の息子として、1659年頃にパリで生まれ、1677年に議会の議決によりイングランドに帰化した。
最初は大コンデの下でフランス軍に従軍したが、1678年に中佐として父の乗馬連隊に入隊、1679年6月に大佐に昇進した。1679年3月、1679年10月、1681年の総選挙でランカシャー選挙区での連続当選を果たし、また宮廷からの厚遇にもかかわらずホイッグ党員になり、さらに初代モンマス公爵ジェイムズ・スコットとも親しい間柄になった。チャールズ2世は1679年にジェラードの父をマクルズフィールド伯爵に叙したが、父子2人の支持を得るには至らなかった。
1683年のライハウス陰謀事件では一時ロンドン塔に投獄されたが、結局証拠が見つからなかったため釈放された。1685年3月に妻と別れ、その事情が明るみに出てジェラードが評判を落とした上、同月の総選挙で敗北、さらにモンマス公爵の反乱に加担した疑いで11月に再び投獄された（ジェラードの父は海外逃亡した）。ジェラードは最初は死刑判決を受けたが、後に執行が猶予され、1687年8月には恩赦された。これによりジェラードはジェームズ2世を支持したが、父はウィリアム3世を支持して1688年11月にウィリアム3世とともにイングランドに上陸、ジェラードは情勢判断を誤ってジェームズ2世への支持を表明した。ジェラードは後にウィリアム3世に手紙を書いて理由を説明、1689年イングランド総選挙で再びランカシャー選挙区から出馬して当選した（ただし、ジェラードがランカスター選挙区で推薦した候補は落選した）。同年6月に第9代ダービー伯爵ウィリアム・スタンリーが引退すると、その後任としてランカシャー統監を務め、1691年3月9日にはチェシャー副提督およびランカシャー副提督に任命された。以降は1690年末から1691年初にかけて一時的に野党に回ったほかは宮廷を支持し続け、1694年1月7日に父が死去するとマクルズフィールド伯爵の爵位を継承、24日に貴族院議員に就任した。1694年に少将に昇進、6月のブレスト遠征にも参加した。
1696年に北ウェールズ統監に任命され、1700年6月20日にモンゴメリーシャー首席治安判事に任命された。
1701年夏、ハノーファー選帝侯領への使節に任命され、ハノーファー選帝侯ゲオルク・ルートヴィヒ（後のグレートブリテン国王ジョージ1世）にガーター勲章を授与（8月4日）、1701年王位継承法で定められた王位継承者ゾフィー・フォン・デア・プファルツに王位継承法の写しを提出した。秋には帰国していたが、同年11月5日に死去、14日にウェストミンスター寺院に埋葬された。嫡子がいなかったため弟フィットンが爵位を継承した。遺言状で遺産を第4代ムーン男爵チャールズ・ムーンに譲ったが、第4代ハミルトン公爵ジェイムズ・ハミルトンと弟フィットンがそれぞれ裁判を起こして争い、1712年11月にハミルトン公爵とムーン男爵の決闘が起こって両者ともに死亡することとなった。

## 家族
1683年6月18日、アン・メイソン（Anne Mason、1673年頃 – 1753年10月11日、サー・リチャード・メイソンの娘）と結婚した。アンは1男1女を出産したが、2人の子供の本当の父は第4代リヴァーズ伯爵リチャード・サヴェージ（1712年没）とされ、2人は1695年に別居した後、議会の議決を得て1698年4月2日に離婚、アンの子女2人は非嫡出子とされた。
- アン（1695年 – ?） - 夭折
- リチャード（1667年1月16日 – 1698年以降） - 1698年以降の経歴は不明であるが、詩人のリチャード・サヴェージ（英語版）（1743年没）は自身がこのリチャードと同一人物であると主張した

2人が離婚した後、アンは1700年頃にヘンリー・ブレット（1724年没）と再婚、娘マーガレッタ（Margaretta、ジョージ1世の愛人）をもうけた。